# 심즈
《심즈》(The Sims)는 맥시스가 개발하고 일렉트로닉 아츠가 배급한 생활 시뮬레이션 비디오 게임 시리즈이다. 이 시리즈는 전 세계적으로 거의 200,000,000본이 판매되었으며, 전 시대 비디오 게임 시리즈 중 가장 많이 팔린 시리즈의 하나이다.

## 게임
| 2000 | 심즈                                      |
| 2001 |                                           |
| 2002 | 심즈 온라인                               |
| 2003 |                                           |
| 2004 | 심즈 2                                    |
| 2005 |                                           |
| 2006 |                                           |
| 2007 | 심즈 라이프 스토리, 심즈 펫 스토리        |
| 2008 | 심즈 캐스트어웨이 스토리, 심즈 카니발     |
| 2009 | 심즈 3                                    |
| 2010 |                                           |
| 2011 | 심즈 미디어블, 심즈 소셜, 심즈 프리플레이 |
| 2012 |                                           |
| 2013 |                                           |
| 2014 | 심즈 4                                    |
| 2015 |                                           |
| 2016 |                                           |
| 2017 | 심즈 모바일                               |

## 같이 보기
- 심시티
- 심 비디오 게임 목록
- 심즈 비디오 게임 목록